# Марчино, Натали
Натали Николь Вивиан Марчино Уррутиа (исп. Nathalie Nicole Viviane Marchino Urrutia, род. 27 июля 1981, Кали) — американская и колумбийская регбистка, крыльевой, блуждающий полузащитник, центровой. Участница летних Олимпийских игр 2016 года.

## Биография
Натали Марчино родилась 27 июля 1981 года в колумбийском городе Кали в семье швейцарца и колумбийки.
Выросла в Швейцарии. В 1998 году перебралась в США, где в течение двух лет училась в старшей школе Святого Сердца, а затем поступила в Сиенский колледж в Нью-Йорке.
В 2005 году начала играть в регби, выступая за «Вашингтон Фьюриес». Впоследствии переехала в Калифорнию, где играла в «Беркли Олл Блюз».
Выступала за женскую сборную США по регби, участвовала в чемпионатах мира 2010 и 2014 годов. В составе сборной США по регби-7 выступала на чемпионате мира 2013 года. В 2016 году собиралась сыграть за неё и на летних Олимпийских играх в Рио-де-Жанейро, однако не смогла этого сделать: у Марчино не было гражданства США, поэтому по правилам Международного олимпийского комитета она не могла выступать за Соединённые Штаты, хотя правилам Международного совета регби это не противоречило.
В 2016 году вошла в состав женской сборной Колумбии по регби-7 на летних Олимпийских играх в Рио-де-Жанейро, занявшей 12-е место. Провела 5 матчей, очков не набрала.
В 2016 году работала менеджером по продажам в Twitter.